# Mindmelt
Mindmelt es el quinto EP lanzado por el productor de complextro Aleksander Vinter, y el segundo bajo el alias de Savant. El mismo fue lanzado de manera gratuita el 24 de marzo de 2012 por la discográfica Section Z. Este EP fue publicado gratis debido a un fallo en el disco duro de Vinter, haciéndole perder gran cantidad de proyectos; todas las canciones del disco eran trabajos sin terminar.

## Lista de canciones
| N.º   | Título                   | Duración |  |
| 1.    | «Heartmakers»            | 4:39     |  |
| 2.    | «Mastermind»             | 4:21     |  |
| 3.    | «Volture»                | 3:41     |  |
| 4.    | «Red Shield (Rothchild)» | 3:52     |  |
| 5.    | «The Puppeteers»         | 1:15     |  |
| 17:48 |                          |          |  |